# Comando de Aeródromo A (o) 19/XII
El Comando de Aeródromo A (o) 19/XII (Flieger-Horst-Kommandantur A (o) 19/XII) fue una unidad de la Luftwaffe durante la Segunda Guerra Mundial.

## Historia
Fue formado el 1 de abril de 1944 en Pocking, a partir del Comando de Pista de Aterrizaje A 11/XIII. El 15 de junio de 1944 es renombrado como Comando de Aeródromo A (o) 35/VII.

## Servicios
- abril de 1944 – junio de 1944: en Pocking bajo el Comando de Base Aérea 11/XII.